# Río Leoncito
El río Leoncito es un curso natural de agua que nace en el corazón de la cordillera Claudio Gay, en las faldas del cerro Leoncito (5110 m) y fluye hacia el oeste y desemboca en el río La Ola.

## Trayecto
El río nace en los cerros del Leoncito y desemboca el río La Ola. 

## Historia
Luis Risopatrón lo describe en su Diccionario jeográfico de Chile (1924) como una quebrada:
Leoncito (Quebrada del) 26° 33' 69° 00'. Es de corta estension, ofrece vegas, corre hácia el W i desemboca en la márjen E de la parte inferior de la de La Ola, del salar de Pedernales. 1, X, p. 210 i 253; i 98, III, p. 158.